# Belgisch kampioenschap wielrennen voor nieuwelingen eerstejaars

De Belgische kampioenentrui

Het Belgisch kampioenschap wielrennen voor nieuwelingen eerstejaars is een jaarlijkse wielerwedstrijd in België voor renners van 15 jaar met Belgische nationaliteit. Er wordt gereden voor de nationale titel.
Voor 2000 werd voor de nieuwelingen eerstejaars en tweedejaars een gezamenlijk kampioenschap georganiseerd, het Belgisch kampioenschap voor nieuwelingen. Sinds 2000 rijden beide leeftijdscategorieën hun eigen kampioenschap.

## Erelijst
| Jaar | Plaats                | Winnaar                | 2de                     | 3de                 |
| 2026 | Denderleeuw           |                        |                         |                     |
| 2025 | Putte                 |                        |                         |                     |
| 2024 | Liedekerke            | Timothy Verhulst       | Vic De Smet             | Daan Van Raemdonck  |
| 2023 | Hoogstraten           | Emil Siegers           | Kyano Cottignies        | Jinze Joris         |
| 2022 | Brasschaat            | Jasper Christiaens     | Jef Du Bin              | Siebe De Naeyer     |
| 2021 | -                     |                        |                         |                     |
| 2020 | Affligem              | Steffen De Schuyteneer | Viggo Van Neste         | Sente Sentjes       |
| 2019 | Lendelede             | Yoran Van Gucht        | Victor Hannes           | Sacha Prestianni    |
| 2018 | Liedekerke            | Cian Uijtdebroeks      | Stan De Cruyenaere      | Thomas Szkandera    |
| 2017 | Lacs de l'Eau d'Heure | Lars Van Ryckeghem     | Arnaud De Lie           | Cyrian Eccli        |
| 2016 | Grandglise            | Milan Fretin           | Branko Huys             | Laurent Claeys      |
| 2015 | Gits                  | Lennert Cappan         | Mathisse Grootaert      | Arno Brouwers       |
| 2014 | Hooglede              | Jens Vanoverberghe     | Arne Marit              | Trystan Fivé        |
| 2013 | Pollare               | Sasha Weemaes          | Merten De Wever         | Lennert Tanghe      |
| 2012 | Tervuren              | Jari Snyers            | Cedric Beullens         | Matthias De Boeck   |
| 2011 | Leopoldsburg          | Enzo Wouters           | Dennis Delmotte         | Senne Leysen        |
| 2010 | Wielsbeke             | Dieter Verwilst        | Johan Hemroulle         | Robin Bleus         |
| 2009 | Geel                  | Niels Vanderaerden     | Kevin Deltombe          | Jonas Rickaert      |
| 2008 | Hooglede-Gits         | Ruben Boons            | Daan Myngheer           | Mike De Bie         |
| 2007 | Beveren               | Christophe Ysenbaardt  | Valentijn Vanhoorne     | Jorne Carolus       |
| 2006 | Erpe-Mere             | Stijn Provost          | Pieter Schepmans        | Jochen Deweer       |
| 2005 | Vezin                 | Thomas Op de Beeck     | Hendrik Van Den Bossche | Steven Galens       |
| 2004 | Arendonk              | Julien Vermote         | Marnik Dreesen          | Kevin Lava          |
| 2003 | Hoogstraten           | Gregory Joseph         | Tom Oerlemans           | Kevin Claeys        |
| 2002 | Geel                  | Nick Mertens           | Toon Declercq           | Davy De Scheemaeker |
| 2001 | Baasrode              | Jérémy Devaux          | Tim Mertens             | Nikolas Maes        |
| 2000 | Frasnes-lez-Anvaing   | Maarten Neyens         | Christophe Fabbri       | Jeroen Van Rij      |